# Atomismus

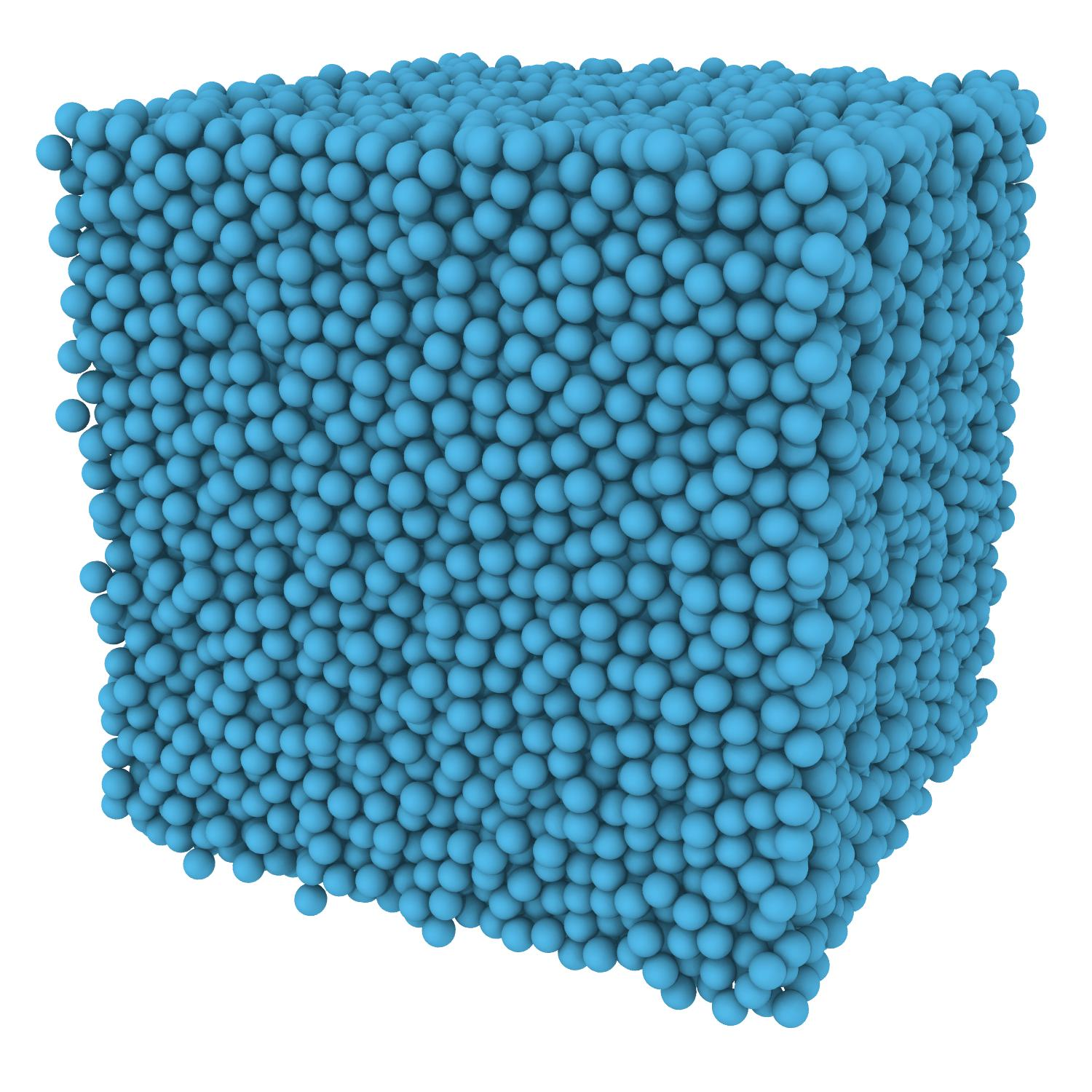
Atomare Packung für Tantal in flüssigem Zustand.

Der Ausdruck Atomismus bezeichnet entsprechend seiner griechischen Etymologie (a-tomos, „nicht-teilbar“) ganz allgemein die Annahme, dass ein Bereich aus kleinsten, fundamentalen, nicht teilbaren oder auf andere Elemente reduzierbaren Elementen besteht.
Am verbreitetsten ist die Verwendung des Begriffs im Zusammenhang der Naturphilosophie, Naturwissenschaft, Metaphysik und Kosmologie, wobei eine gewisse Kontinuität von vorsokratischen Annahmen weniger materieller Elemente bis zum Atombegriff der modernen Teilchenphysik besteht. Auch in anderen Kontexten wird von Atomismus gesprochen, wenn kleinste, nicht weiter erklärbare oder reduzierbare theoretische Begriffe oder Objekte der Wirklichkeit beschrieben werden, beispielsweise bei einer Annahme fundamentaler semantischer Einheiten, wie dies u. a. der Logische Atomismus entwickelte (siehe auch Elementarsatz).

## Einordnung in der Geistesgeschichte
Der philosophische Atomismus ist ein Reduktionismus, der nicht nur voraussetzt, dass alles aus Atomen und Leere besteht, sondern auch, dass nichts, woraus sie bestehen, wirklich existiert: Die einzigen Dinge, die wirklich existieren, sind Atome, die in einer Leere mechanistisch aneinander abprallen. Der Atomismus steht im Gegensatz zu einer Substanztheorie, nach der ein primäres materielles Kontinuum bei einer Teilung qualitativ unveränderlich bleibt (das Verhältnis der vier klassischen Elemente wäre beispielsweise in jedem Teil eines homogenen Materials gleich).
In der Gegenwart wird der Atomismus dem ganzheitlichen Denken beziehungsweise der Ganzheitslehre (Holismus) gegenübergestellt. Beides sind Kategorien zur Beschreibung des Verhältnisses von Gesamtheit und Detail bei der Betrachtung komplexer Systeme. Der auf Aristoteles zurückgehende Satz von der Übersummativität (Das Ganze ist mehr als die Summe seiner Teile), weist beispielsweise in der Biologie darauf hin, dass Lebensphänomene nicht auf physikalische und chemische Vorgänge reduziert werden können, also nicht im Sinne des Atomismus zerlegbar seien.

## Naturphilosophischer und -wissenschaftlicher Atomismus

### Antike

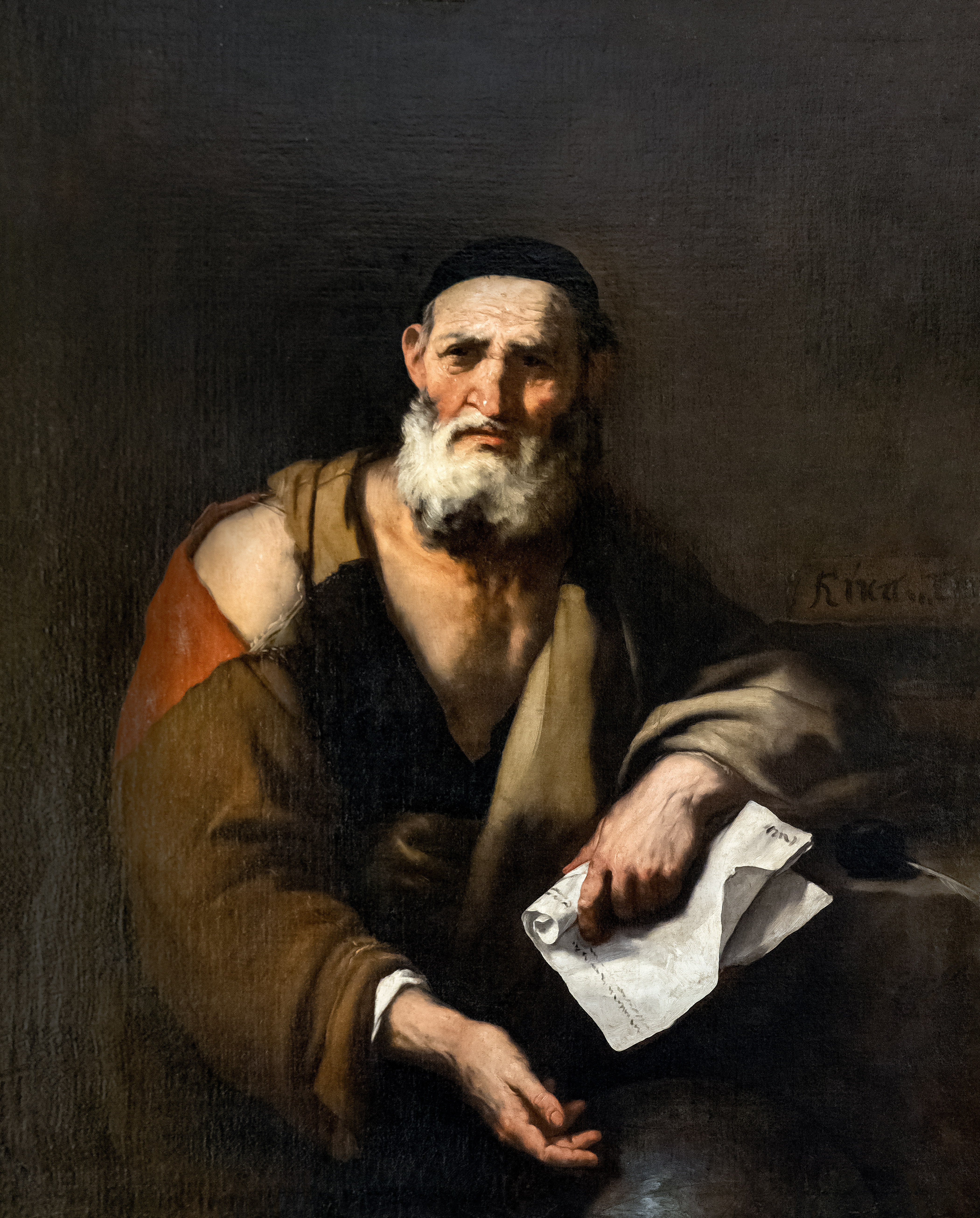
Idealbild von Leukippos

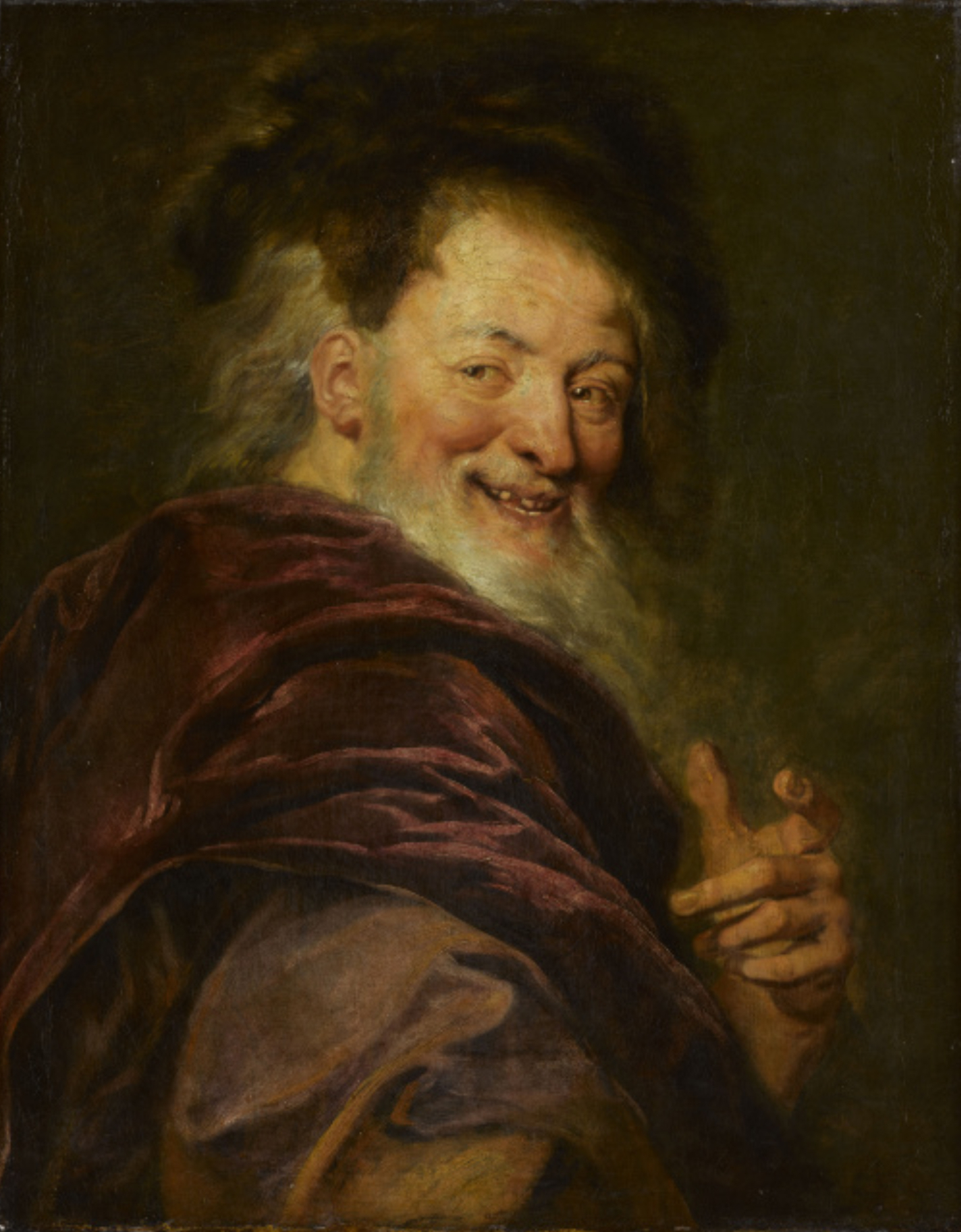
Demokrit, Gemälde von Antoine Coypel (1692), Louvre

Der Atomismus, auch die Atomistik genannt, bezeichnet eine kosmologische Theorie, der zufolge das Universum aus kleinsten Teilchen, den Atomen (griechisch átomos, das Unzerschneidbare, Unteilbare), zusammengesetzt ist, die sich in vollkommen leerem Raum bewegen. Diese Atome wurden als diskret (d. h. voneinander trennbar), unendlich hart, unveränderlich und ewig gedacht. Er steht im Gegensatz zur Auffassung, beispielsweise der Eleaten, der Materie als Kontinuum. Der Atomismus kam im fünften Jahrhundert vor Christus in Griechenland auf, vor allem durch Leukipp und Demokrit (460 oder 459 – 370 v. Chr.). Leukipp war der erste Vertreter der philosophischen Schule von Abdera. Demokrit war der Schüler von Leukipp, der eigentlich den Atomismus begründete, und ihre Beiträge sind schwer zu trennen. Demokrits zentrale Aussage dazu lautet:

„Nur scheinbar hat ein Ding eine Farbe, nur scheinbar ist es süß oder bitter; in Wirklichkeit gibt es nur Atome und leeren Raum.“

Demokrit glaubte, dass die Atome zu klein sind, um von den menschlichen Sinnen wahrgenommen zu werden, dass sie unendlich zahlreich sind, dass es unendlich viele Arten von Atomen gibt und dass sie schon immer existiert haben. Sie bewegen sich in einem Vakuum, das Demokrit die „Leere“ nannte. Nach Demokrit unterschieden sich die Atome quantitativ in Form und Größe, waren aber aus derselben Ursubstanz. Beobachtbare Veränderungen ergaben sich aus verschiedenen Kombinationen von Atomen, die dabei aber unveränderlich blieben. Im vierten Jahrhundert entwickelte Epikur die Lehre weiter. Lukrez’ Lehrgedicht De rerum natura (Über die Natur der Dinge, um 55 vor Christus) gibt eine zusammenhängende Darstellung dieser materialistischen Weltsicht in lateinischer Sprache.
Andere antike Formen des Atomismus gingen im Gegensatz zu Demokrit von qualitativ verschiedenen Formen der Atome aus, so bei Anaxagoras (um 499–428 v. Chr.), bei dem es so viele verschiedene Atome wie beobachtbare Substanzen gab, oder Empedokles, wo die Atome der vier Elemente Feuer, Wasser, Luft und Erde qualitativ verschieden waren. Diese Idee vertrat auch Platon (ca. 427–ca. 347 v. Chr.).

#### Geometrische Atome
Platon argumentierte, dass Atome, die einfach auf andere Atome stoßen, niemals die Schönheit und Form der Welt hervorbringen könnten. In Platons Dialog Timaios besteht die Figur des Timaios darauf, dass der Kosmos nicht ewig ist, sondern geschaffen wurde, obwohl sein Schöpfer ihn nach einem ewigen, unveränderlichen Vorbild gestaltet hat.
Die Theorie im Dialog Timaios, nach der es insgesamt vier Elemente gibt, die sich durch die Stereometrie ihrer Grundbausteine unterscheiden, dient als Grundlage für die Erklärung einer Reihe von Naturphänomenen. Diese deutet Timaios als Resultate der Interaktion der Elementarteilchen; beispielsweise wirkt das Feuer durch die Spitzigkeit seiner Teilchen auflösend. Die Erdteilchen sind die einzigen, die eine quadratische Grundfläche aufweisen; daher ist die Erde das stabilste und unbeweglichste Element. Sie kann nicht in ein anderes Element umgewandelt werden. Die anderen drei Elemente, deren Teilchen aus Dreiecken konstruiert sind, können ineinander übergehen; beispielsweise können aus einem Luftteilchen zwei Feuerteilchen entstehen. Bei diesen Prozessen werden die Teilchen zerspalten oder sie treten zu einem neuen Polyeder zusammen. Ausführlich geht Timaios auf Einzelheiten ein. Unter anderem legt er dar, wie kinematische Eigenschaften, Vorgänge wie Schmelzen und Erstarren sowie Wahrnehmungen wie „warm“ und „kalt“, „hart“ und „weich“, „schwer“ und „leicht“ im Rahmen seines physikalischen Weltbilds zu erklären sind.
Die Polyeder sind winzige, für das menschliche Auge unsichtbare Bausteine der Elemente, dreidimensionale symmetrische Körper und aus Dreiecken zusammengesetzt. Für jedes Element gibt es einen dieser geometrischen Körper als Grundbaustein. Drei der Körper, das Tetraeder, das Oktaeder und das Ikosaeder, bestehen aus gleichseitigen Dreiecken. Den vierten, das regelmäßige Hexaeder (Würfel), aus sechs Quadraten, die jeweils aus vier gleichschenklig-rechtwinkligen Dreiecken bestehen. Das Feuer besteht aus den tetraedrischen Bausteinen, die Luft aus den oktaedrischen, das Wasser aus den ikosaedrischen und die Erde aus den würfelförmigen Körpern. Diese Körper werden – in Anknüpfung an den Timaios – als „platonische Körper“ bezeichnet. Die Annahme, dass die Grundbausteine der vier Elemente gerade diese vier Formen aufweisen, ergibt sich für Timaios aus dem Grundsatz, dass der Kosmos optimal erschaffen wurde. Wegen seiner Vollkommenheit muss der Kosmos als Ganzes und hinsichtlich seiner Bestandteile die für ein dreidimensionales Gebilde größtmögliche Schönheit aufweisen, soweit dies mit den Erfordernissen der Zweckmäßigkeit vereinbar ist. Die platonischen Körper bieten ein Höchstmaß an Symmetrie und damit an Schönheit.

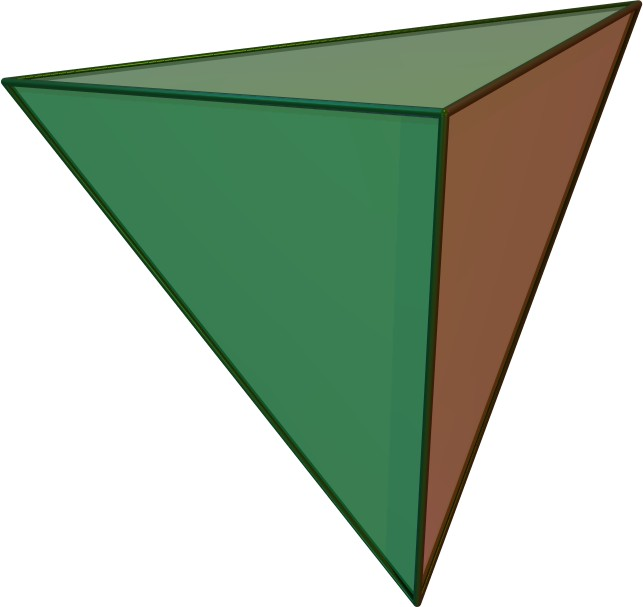
Tetraeder – Feuer
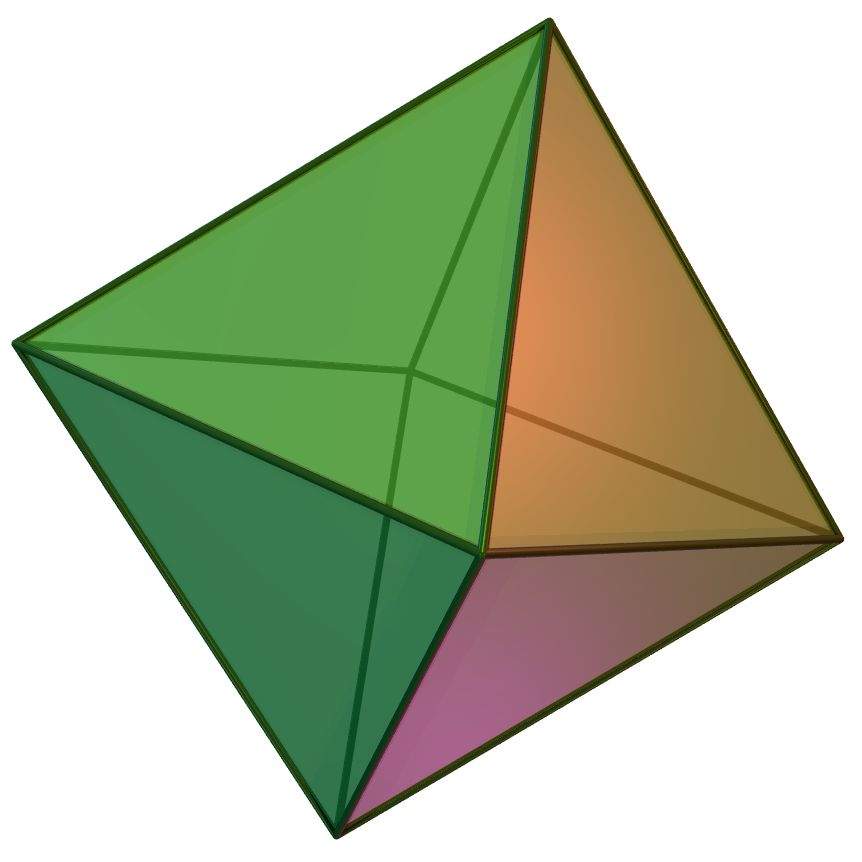
Oktaeder – Luft
Ikosaeder – Wasser
Würfel – Erde

#### Weitere antike Atomisten
Auch bei anderen antiken Atomisten waren die Atome nicht unbedingt unteilbar, sie wurden dabei nur Atome einer anderen Substanz, außer bei Anaxagoras, wo sie beliebig oft geteilt werden konnten, aber von gleicher Art blieben (Homoiomerien). Die historisch wichtigste dieser Varianten ist die der Kommentatoren von Aristoteles (Alexander von Aphrodisias, Themistios, Johannes Philoponos), die Atome als elachista bezeichneten, was in der lateinischen Literatur als minima bezeichnet wurde. Aristoteles unterschied in seiner Naturphilosophie Materie und Form und entsprechend waren bei ihm auch Atome veränderlich. Er veröffentlichte keine eigene Atomtheorie (das übernahmen später seine Kommentatoren, Lehre der minima naturalia), kritisierte aber Anaxagoras unendliche Teilbarkeit, für Aristoteles gab es dabei eine (für die einzelnen Substanzen spezifische) Grenze.
Aristoteles bezeichnete die minima naturalia als die kleinsten Teile, in die eine homogene natürliche Substanz (z. B. Fleisch, Knochen oder Holz) unter Beibehaltung ihres wesentlichen Charakters aufgeteilt werden kann. Im Gegensatz zum Atomismus des Demokrit wurden diese aristotelischen „natürlichen Minima“ nicht als physisch unteilbar gedacht. Stattdessen wurzelte Aristoteles’ Konzept in seiner hylomorphen Weltanschauung, die besagte, dass jedes physische Ding eine Verbindung aus Materie (griechisch hyle) und einer immateriellen substantiellen Form (griechisch morphe) ist, die ihm seine wesentliche Natur und Struktur verleiht. Für einen Hylomorphisten wie Aristoteles wäre ein Gummiball zum Beispiel Gummi (Materie), der durch eine Kugelform (Form) strukturiert ist. Aristoteles’ Intuition war, dass es eine kleinste Größe gibt, jenseits derer die Materie nicht mehr als Fleisch, Knochen, Holz oder eine andere organische Substanz strukturiert werden kann, die für Aristoteles (der vor der Erfindung des Mikroskops lebte) als homogen angesehen werden konnte. Wenn beispielsweise das Fleisch über sein natürliches Minimum hinaus geteilt würde, bliebe eine große Menge des Elements Wasser und kleinere Mengen der anderen Elemente übrig. Aber was auch immer an Wasser oder anderen Elementen übrig bliebe, hätte nicht mehr die „Natur“ des Fleisches: Im hylomorphen Sinne wären sie keine Materie mehr, die durch die Form des Fleisches strukturiert wäre; stattdessen wäre das verbleibende Wasser z. B. eine Materie, die durch die Form des Wassers strukturiert wäre, nicht durch die Form des Fleisches.
Von Einfluss in späterer Zeit (Ausgabe von Federico Commandino, 1575) war auch Heron von Alexandria mit seiner Betonung der Rolle des Vakuums zwischen den Teilchen.

### Mittelalter
Im Mittelalter überdauerte die Kunde der griechischen Atomlehre bei arabischen bzw. Arabisch schreibenden und jüdischen Autoren (wie Maimonides, der über die arabische Atomistik berichtete), über christliche Kritik (wie die von Dionysius von Alexandria) und Kopisten antiker Handschriften wie der von Lukrez Über die Natur der Dinge in den Klöstern. Der Enzyklopädist Isidor von Sevilla unterschied im 6. Jahrhundert Atome von Materie, Zeit, Raum und anderem. Bei den Arabern vertrat zum Beispiel Rhazes atomistische Ideen. Insgesamt fand aber bis zur Renaissance keine wesentlich neue Entwicklung in der Atomlehre statt. Entsprechend fanden atomistische Ideen Eingang besonders in Regionen, die Kontakt zum arabischen Raum hatten wie Süditalien, so Alfanus von Salerno (Anwendung auf Medizin) und Pseudo-Geber (Summa perfectionis magisteriis).
Im 15. Jahrhundert wurden durch die Renaissance-Gelehrten antike Schriften wie die von Lukrez neu entdeckt und gedruckt, wobei sie viel größere Verbreitung fanden. Nikolaus von Kues (1401–1464) machte ebenfalls auf die griechischen Atomisten aufmerksam.

### Frühe Neuzeit
Während bei Aristoteles und seinen hellenistischen Kommentatoren die minima naturalia einen theoretischen Grenzwert der Teilbarkeit bezeichneten, nahmen sie bei den Averroïsten der Renaissance, wie Agostino Nifo (1453–1538), die Rolle wirklicher Bausteine der Materie an und auch chemische Reaktionen liefen zwischen diesen minima (Atome) ab. In der zweiten Hälfte des 16. Jahrhunderts setzte sich die Rezeption der antiken Atomistik gegen Theoreme der Magie durch. Julius Caesar Scaliger (1484–1558) führte die verschiedenen Eigenschaften von Regen, Schnee und Hagel auf verschiedene Abstände und Konfigurationen derselben Atome (die des Wassers) zurück. Chemische Reaktionen waren nach Scaliger der Kontakt von Atomen, der zu einer Bindung führt (Exercitationes 1557). Die Atomtheorie (minima) war unter den Aristotelikern der Renaissance weit verbreitet. Während zum Beispiel bei Scaliger aber noch die Unterschiede philosophischer Schulen eine Rolle spielten, war man im 17. Jahrhundert zunehmend an deren Funktion zur Erklärung von Naturerscheinungen interessiert. Unter den frühen Chemikern traten Daniel Sennert (er unterschied zwischen Atomen von Elementen und Atomen von Verbindungen, prima mista) und Robert Boyle (1626–1691) für die Verbreitung der Atomistik ein. Schon zu Beginn des 17. Jahrhunderts war die Kenntnis griechischer Atomlehre so verbreitet, dass William Shakespeare um 1601 in Was ihr wollt (Akt 3, Szene 2) Celia sagen lässt: It is as easy to count atomies as to resolve the propositions of a lover (Verweis des Zählens von Atomen als etwas jenseits menschlicher Fähigkeiten). Frühe Vertreter des Atomismus waren Thomas Harriot (Forschungen zur Optik, Kontakte zu Kepler), Giordano Bruno (der Kepler beeinflusste und dessen Monadenlehre Gottfried Wilhelm Leibniz beeinflusste), Francis Bacon (Wärme als Bewegung von Atomen) und Johannes Kepler (in seiner Abhandlung über Schneekristalle, in denen er deren hexagonale Symmetrie auf dichteste Kugelpackungen der sie aufbauenden Atome zurückführt, sich allerdings nicht auf die griechischen Atomisten bezog). Der Arzt Johann Chrysostom Magnenus veröffentlichte 1646 ein Buch über den Atomismus (Democritus reviviscens).

#### Atomistische Renaissance
Im 17. Jahrhundert erwachte das Interesse am epikureischen Atomismus und dem Korpuskularismus als Hybrid oder Alternative zur aristotelischen Physik. Zu den wichtigsten Vertretern der Wiedergeburt des Atomismus zählen Isaac Beeckman, René Descartes, Pierre Gassendi und Robert Boyle.
Pierre Gassendi folgte Ende der 1640er Jahre den Epikuräern und damit Demokrit, passte die Atomtheorie aber den Erfordernissen der Zeit an, die den Atomen physikalische und chemische Eigenschaften zuweisen wollten. Diese konnten somit qualitativ nicht wie bei Demokrit gleich sein, was Gassendi dadurch erreichte, dass er postulierte, dass sich zunächst Moleküle aus den ursprünglichen Atomen bildeten und diese dann für die qualitativen Unterschiede der verschiedenen Materialien verantwortlich waren. Gassendi befreite die Atomtheorie auch von ihrer Verbindung zum Materialismus und machte sie so für die Zeitgenossen akzeptabler.
René Descartes schlug um 1640 die Verbindung zur Mechanik. Für ihn gab es zwar keine Unteilbarkeit der Materie (die für ihn nichts anderes als räumliche Ausdehnung war), aber unendlich kleine Teilchen im Äther. Er wies diesen Teilen der Materie dynamische Eigenschaften zu (Geschwindigkeit, Masse). Seine Korpuskeln konnten daher in mechanischen Theorien verwendet werden. Robert Hooke führte den regulären Aufbau von Kristallen auf die Anordnung der Atome zurück und Wärme auf deren Bewegung, und Christiaan Huygens (1629–1695) sah Gassendi folgend die Materie aus kleinen, harten Teilchen in schneller Bewegung und wandte dies zum Beispiel auf die Optik an (Licht war für ihn Wellenbewegung von Teilchen) und auf Kohäsion. Isaac Newton trug insbesondere mit seinem Buch Opticks (1704) viel zur Akzeptanz des Atomismus bei. Nach Newton sind die kleinsten Teile der Materie unteilbar, hart und von bestimmter Größe und Form. Ob er sie als untereinander gleich ansah, wird zwar vielfach angenommen, wurde aber von Newton selbst nie so ausgedrückt. Zwischen ihnen ist der leere Raum (Newton besteht im Gegensatz zu den Cartesianern auf einem Vakuum ähnlich bei den griechischen Atomisten) und zwischen ihnen wirken Kräfte repulsiver und attraktiver Art. Über die genaue Natur der Kräfte und kleinsten Teilchen mied Newton meist Spekulationen wie er sie bei den Cartesianern oder Hooke ablehnte, kam aber gelegentlich doch darauf zu sprechen, so in seiner Opticks oder seinem Brief an Boyle 1679. Grundsätzlich hielt er es für die Aufgabe künftiger Generationen, die Natur der Kräfte zwischen den Atomen zu ergründen, und kam nur auf deren Eigenschaften zu sprechen, so weit sie aus der Beobachtung seiner Meinung nach ableitbar waren. In den Principia, Buch III, Regel III heißt es:
Die Ausdehnung, Härte, Undurchdringlichkeit, Mobilität und Trägheit des Ganzen stammt von der Ausdehnung, Härte, Undurchdringlichkeit, Mobilität und Trägheit  der Teile und wir schließen deshalb, dass die kleinsten Teilchen aller Körper ebenfalls ausgedehnt, hart, undurchdringlich, beweglich und mit ihrer eigenen Trägheit versehen sind. Und das ist die Grundlage aller Philosophie (The extension, hardness, impenetrability, mobility and inertia of the whole results from the extension, hardness, impenetrability, mobility and inertia of the parts and hence we conclude that the least particles of all bodies to be all extended, and hard and impenetrable and movable and endowed with their proper inertia. And that is the foundation of all philosophy).
Außerdem sind sie der universellen anziehenden Kraft der Gravitation unterworfen, auch wenn er das im Gegensatz zur Trägheit nicht als wesentliche Eigenschaft der Körper sieht. Die Principia galt deshalb als ein Buch, das dem damals schon weitverbreiteten Atomismus Ausdruck verlieh, und gleichzeitig war Newton einer der Ersten, der daraus quantitative Schlussfolgerungen zog. Newton leitete zum Beispiel in seiner Opticks  aus den optischen Eigenschaften von Seifenblasen eine obere Grenze von {\displaystyle 10^{-5}} Zentimeter Durchmesser für Seifenteilchen ab und er meinte, das Gasgesetz von Boyle in seinen Principia aus einem Modell harter Teilchen abgeleitet zu haben, die abstoßende Kräfte aufeinander ausübten. Genaueren Einblick in seine Vorstellung des Aufbaus der Materie gab er in einem Gespräch gegenüber David Gregory, wonach die grundlegenden Einheiten hierarchisch größere Strukturen aufbauten, was er einer Gitterstruktur vorzog in der Erklärung chemischer Reaktionen. Rugjer Josip Bošković (Philosophiae naturalis theoria) fasste 1758, an Newton anschließend, Atome als mathematische Punkte auf, zwischen denen Kräfte wirken.
Robert Boyle, der von Descartes und Gassendi beeinflusst war und 1670 einen Essay über Atomismus veröffentlichte (About the excellency and grounds of the mechanical hypothesis), war mehr an den chemischen Eigenschaften interessiert, war sich aber auch bewusst, dass die damaligen Kenntnisse der Chemie (wie das Wirken von paracelsischen drei Prinzipien nach den Lehren der Alchemie oder die Lehre von vier Elementen) nicht ausreichten für eine chemische Atomtheorie. Wie Sennert unterschied er Atome der Verbindungen (primary concretions) von elementaren Atomen. Grundsätzlich ging er von einem Aufbau aus elementaren gleichartigen atomaren Bausteinen aus, die sich zu verschieden geformten Gebilden zusammensetzten, die deren chemische und makroskopische Eigenschaften erklärten. Das reichte aber für die Chemiker nicht aus, und es entstanden Theorien, in denen die Atome unterschiedlich waren und spezielle Formen, ja sogar Haken und Ösen hatten (Nicolas Lémery) und auch alte alchemistische Stoffeinteilungen erneut in die Charakterisierung der Atome einflossen. Das geschah auch bei dem Begründer der Phlogistontheorie Georg Ernst Stahl, der wie Boyle Atomist war, und für die Erklärung der Verbrennungsprozesse eine Fluid-artige Substanz einführte, das Phlogiston.
Fortschritte brachte hier die weitere Entwicklung der Chemie im 18. Jahrhundert, insbesondere durch Antoine de Lavoisier mit der heutigen operationalen Bestimmung des Begriffs der Elemente und der Einführung quantitativer Methoden in die Chemie (genaue Wägungen, Wärmemengenbestimmung). Er selber hing auch noch vormodernen Begriffsbildungen wie dem Wärmestoff an und gab in seinem Lehrbuch der Chemie von 1789 noch an, dass alle Aussagen über Atome reine Metaphysik seien, weil man experimentell nichts über deren Natur ausdrücken könne, genauere Untersuchungen seiner nachgelassenen Schriften haben aber inzwischen ergeben, dass auch er auf dem Weg zu einer atomaren Theorie der Materie war und die Wärme auf eine abstoßende Kraft zwischen den Molekülen zurückführte, und einer anziehenden Kraft (Gravitation) entgegenwirkte, die die Körper zusammenhielt.

### 19. Jahrhundert und danach
Den entscheidenden Schritt zu einer begründeten chemischen Atomtheorie vollzog John Dalton, der das Gesetz der konstanten Proportionen (1797) von Joseph-Louis Proust zum Gesetz der multiplen Proportionen erweiterte. Er zog daraus den Schluss, dass jedes Element aus gleichen, unwandelbaren Atomen bestehe, die sich in festen Zahlenverhältnissen miteinander verbinden können und damit die kleinsten Teilchen der Stoffe bilden (später Moleküle genannt), die keine reinen Elemente, sondern chemische Verbindungen sind. Er publizierte diese Auffassung 1808 mit dem Werk A New System of Chymical Philosophy. Die durch Jahrtausende rein spekulative Atomhypothese war damit auf eine naturwissenschaftliche Grundlage gestellt, denn erstmals konnten den Atomen messbare Eigenschaften zugeschrieben werden. Aus den Gewichtsverhältnissen der miteinander reagierenden Stoffe wurden die ersten relativen Atomgewichte bestimmt (Dalton, Jöns Jakob Berzelius). 1815 leistete William Prout einen bedeutenden Beitrag mit seiner Hypothese, dass die Atommassen ganzzahlige Vielfache der Masse des Wasserstoffs seien und die Atome aller Elemente aus Wasserstoffatomen aufgebaut sein könnten (ein Vorgriff auf den Aufbau des Kerns aus Protonen und Neutronen). Das widersprach aber schon damals den Messungen der Atommassen. Beiträge zur konkreten Bestimmung der Atomgrößen lieferten im 19. Jahrhundert unter anderem Amadeo Avogadro (Avogadrosches Gesetz, Avogadro-Konstante) und Joseph Loschmidt (Loschmidt-Konstante 1865). Eine gewisse Verwirrung bei der Unterscheidung von Atomen und Molekülen in der Atommassenbestimmung wurde durch Stanislao Cannizzaro geklärt. 1834 stellte Michael Faraday mit Hilfe der Elektrolyse fest, dass Atome auch eine bestimmte elektrische Ladung tragen können. Immer neue Elemente wurden durch die Chemiker entdeckt, was schließlich um 1867 im Periodensystem gipfelte, in dem sich ein systematischer Aufbau der Atome andeutete. 1875 schloss Ludwig Boltzmann aus Messungen an Quecksilberdampf, dass dessen Atome sich im Rahmen der kinetischen Gastheorie als perfekte Massenpunkte zeigen. Aus spektroskopischen Untersuchungen an Gasen wurde die Zusammensetzung der Atome aus kleineren Bestandteilen gefolgert, wobei als erstes Elementarteilchen 1897 das Elektron identifiziert wurde (Joseph John Thomson, Hendrik Antoon Lorentz). Im späten 19. Jahrhundert gab es im deutschsprachigen Raum grundsätzliche Kritik am Atomkonzept durch den Energetiker Wilhelm Ostwald und seine Schüler, und den Physiker und positivistischen Philosophen Ernst Mach, was zu einer heftigen Kontroverse mit Boltzmann führte. Erst Anfang des 20. Jahrhunderts erbrachten Albert Einstein und Jean Perrin durch ihre Arbeiten über statistische Schwankungserscheinungen (wie Diffusion und Brownsche Bewegung) den physikalischen Nachweis des Atomkonzepts.

Atommodell nach Rutherford, Elektronen: grün, Atomkern (hier 1000-fach zu groß gezeichnet): rot

Statt einer Beschreibung durch unveränderliche Atome bildete sich in der Physik im 20. Jahrhundert die Beschreibung durch ein System von Elementarteilchen wie Quarks und Leptonen (Beispiel Elektron) heraus. Nachdem schon das Atom als zusammengesetzt erkannt worden war (Rutherfordsches Atommodell), setzte sich das bei weiteren zuvor als elementar betrachteten Teilchen fort. In der Quantenmechanik wurden nach der Ladung und Masse (die von den Chemikern im 19. Jahrhundert gefundenen nicht-ganzzahligen Werte bei den Atommassen hatten sich inzwischen durch die Entdeckung von Isotopen erklärt) auch bei anderen physikalischen Größen ein Aufbau aus jeweils vom System abhängigen kleinsten Einheiten gefunden (Quantisierung). Elementarteilchen wurden nicht mehr als unwandelbar angesehen, zum Beispiel kann das nach heutiger Kenntnis gegen Zerfälle stabile Elektron durch Kollision mit seinem Antiteilchen (Positron) in ein Photon umgewandelt werden und ähnliche Prozesse sind bei anderen Elementarteilchen möglich, eine Erkenntnis, die zeitweilig in den 1960er Jahren dazu führte, dass das Konzept fundamentaler Teilchen insgesamt in Frage gestellt wurde (nukleare Demokratie, Geoffrey Chew). Auch der „Zoo“ der Elementarteilchen erweiterte sich ständig, je höher man in der Energieskala der Stoßprozesse ging, mit denen die Elementarteilchen untersucht wurden. Es ist offen, gilt aber als nicht sehr wahrscheinlich, dass das jetzige Standardmodell der Schlusspunkt der Beschreibung ist.

## Indischer Atomismus
Die indische Vaisheshika-Philosophie, eine naturphilosophische Lehre deren Anliegen die Erfassung der natürlichen Phänomene war, die von Kanada (wahrscheinlich um 600 v. Chr.) begründet wurde, enthält eine Atomtheorie. Ihre Abhandlung, die Vaisheshika Sutra, stammt aus den ersten Jahrhunderten unserer Zeitrechnung.
Der Atomismus in Indien entwickelte sich über mehrere buddhistische und hinduistische Schulen, die sich jeweils durch ihre eigenen philosophischen Theorien auszeichneten. Der Atomismus hatte trotz der Vielfalt der verschiedenen Perspektiven, zu denen er sich entwickeln konnte, das Ziel, die grundlegende Einheit zu erfassen, die die Welt, die wir durch unsere Sinne wahrnehmen, ausmacht, wobei diese Einheit das Atom ist. Der Sanskritbegriff für dieses Teilchen ist aṇu oder paramanu.
Der indische Naturphilosoph und Naturwissenschaftler Kanada vertrat in seinen Schriften eine Atomlehre kleinster Einheiten der Materie (paramanu), die unvergänglich sind und sich zu komplexeren Formen zusammenfinden. Die Atome werden nach verschiedenen Elementen (Erde, Wasser, Licht und Luft) unterschieden und sind ständig in Bewegung. Jedes Objekt der Schöpfung besteht aus Atomen, die sich wiederum miteinander verbinden und Moleküle (aṇu) bilden. Die Atome sind ewig, und ihre Kombinationen bilden die empirische materielle Welt.

### Buddhistische Schulen
Der alte kanonische Buddhismus berücksichtigt den Atomismus in seinen Werken nicht. Von den vier kanonischen buddhistischen Schulen geben nur die Schulen des frühen indischen Buddhismus Sarvastivada und die Sautrāntika in ihrer Philosophie die Existenz von Atomen zu. Sie betrachten die Materie als die Vereinigung von vier Substraten: Farbe, Geschmack, Geruch und Tastsinn. Und die Atome sind die kleinste Einheit des rūpa, welches die Fähigkeit hat, die Sinnesorgane zu stimulieren. Für diese Schulen können Atome weder geteilt, noch analysiert, gesehen, gehört oder berührt werden, noch können sie der Prüfung durch direkte Erfahrung unterzogen werden. Es gibt zwei Arten von Atomen, die einfachen (dravyaparamanu) und die zusammengesetzten (samghataparamanu). Materie wird auf unterschiedliche Weise betrachtet, aber im Allgemeinen wird sie als ein Agglomerat unabhängiger Atome gesehen, als eine Wolke, die aus einem zentralen Atom und anderen Atomen, die es umgeben, besteht. Dieses Agglomerat weist keine Löcher auf und die Atome können sich nicht gegenseitig durchdringen.
Der mittelalterliche buddhistische Atomismus, der etwa im 7. Jahrhundert aufblühte, unterschied sich stark von den atomistischen Lehren des frühen Buddhismus. Die mittelalterlichen buddhistischen Philosophen und Logiker Dharmakirti und Dignāga betrachteten Atome als punktgroß, ohne Dauer und aus Energie bestehend. Bei der Erörterung der beiden Systeme betont der russische Indologe Fjodor Ippolitowitsch Schtscherbatskoi (1930) ihre Gemeinsamkeit, das Postulat der „absoluten Qualitäten“ (guna-dharma), die allen empirischen Phänomenen zugrunde liegen.
Noch später, im Abhidhammatthasangaha (wörtlich etwa „Zusammenfassung der Wirklichkeiten“) einem buddhistischen Text aus dem 11. oder 12. Jahrhundert, wird die Existenz von rupa-kalapa postuliert, die als kleinste Einheiten der physischen Welt mit unterschiedlicher elementarer Zusammensetzung vorgestellt werden. Unter normalen Umständen unsichtbar, werden die rupa-kalapa als Ergebnis von meditativem samadhi sichtbar.

## Islamischer Atomismus
Atomistische Philosophien finden sich schon sehr früh in der islamischen Philosophie und stellen eine Synthese aus griechischen und indischen Ideen dar. Wie die griechische und indischen Versionen war der islamische Atomismus ein kontroverses Thema, das mit der vorherrschenden religiösen Orthodoxie in Konflikt geraten konnte. Trotz dieser Spannungen erwies sich diese Idee als äußerst fruchtbar und flexibel und fand, ähnlich wie in Griechenland und Indien, in einigen Schulen des islamischen Denkens Anklang.
Die erfolgreichste Form des islamischen Atomismus fand sich in der ascharitischen Schule der Philosophie, vor allem im Werk des persischen Philosophen al-Ghazali (1058–1111). Im ascharitischen Atomismus sind Atome die einzigen dauerhaften materiellen Bestandteile, während alles andere in der Welt als „zufällig“ betrachtet wird, d. h. nur einen Augenblick lang andauert. Nichts Zufälliges kann die Ursache für etwas anderes sein, außer der Wahrnehmung, die nur einen Augenblick lang existiert. Zufällige Ereignisse unterliegen nicht den natürlichen physikalischen Ursachen, sondern sind das direkte Ergebnis des ständigen Eingreifens Gottes, ohne das nichts geschehen könnte. Die Natur ist also vollständig von Gott abhängig, was sich mit anderen ascharitischen islamischen Vorstellungen von Kausalität bzw. deren Fehlen deckt. Al-Ghazali nutzte diese Theorie auch zur Unterstützung seiner Theorie des Okkasionalismus. In gewisser Weise hat die ascharitische Atomtheorie weit mehr mit dem indischen Atomismus gemein als mit dem griechischen Atomismus.

## Geisteswissenschaftliche Formen des Atomismus

### Logischer Atomismus
Der logische Atomismus ist eine frühe Position innerhalb der analytischen Philosophie und wurde vor allem von Bertrand Russell vertreten. Nach ihm soll die Welt aus atomaren Tatsachen bestehen, die in atomaren Sätzen abgebildet werden. Seine Hauptaussage ist, dass es eine grundlegende Sprache gebe, auf die gewöhnliche Gesetze zurückgeführt werden könnten und die aus atomischen, nicht weiter reduzierbaren logischen Fakten bestehe. Sein Aufsatz The Philosophy of Logical Atomism (1918/1919) sowie der Tractatus Logico-Philosophicus von Ludwig Wittgenstein, mit dem Russell befreundet war, sind grundlegende Werke jenes logischen Atomismus.

### Linguistischer Atomismus
Der Ausdruck linguistischer Atomismus bezeichnet (polemisch) eine nichtstrukturelle Untersuchung sprachlicher Einheiten als isolierte, atomisierte Elemente ohne Berücksichtigung struktureller Zusammenhänge und Abhängigkeiten.

### Ontologischer oder Begriffsatomismus (Moore)
George Edward Moore vertrat einen ontologischer Atomismus in Form eines Begriffsatomismus, wonach die Wirklichkeit aus kleinsten, einfachen Bestandteilen in Form von Begriffen (concepts) aufgebaut ist.

## „Die wichtigste Erkenntnis der Physik“
Um die Bedeutung des Teilchenmodells gebührend zu würdigen, stellte der US-amerikanische Physiker und Nobelpreisträger Richard Feynman die Frage, welche Erkenntnis der Physik es wert sei, der Nachwelt überliefert zu werden, wenn man nur Gelegenheit zu einem einzigen Satz hätte. Seine Antwort:
„Alle Dinge bestehen aus Atomen - kleinen Teilchen, die sich ewig bewegen, einander anziehen, wenn sie etwas Abstand haben, jedoch abstoßen, wenn sie gegeneinandergedrückt werden.“